# 高翼耀
高翼耀（17世紀—17世紀），字歛之，南直隸鳳陽府潁州潁上縣人，明朝政治人物。

## 生平
高翼耀個性孝友博學，年輕時遭遇兄喪，將遺產讓給姪子取用，崇禎年間成歲貢，十三年（1640年）成特用出身，獲授懷仁知縣。懷仁地處邊境少貢賦，他督促人民耕作自給，有剩糧食供給貧窮士子，又勵志詩詞，編寫當地縣志。北京失陷，清朝建立，新朝廷派人起用他，他堅持不出仕，著有《瑯嬛集》十卷。

## 引用
1. 1 2  錢海岳《南明史·卷八十九·列傳第六十五》：高翼耀，字歛之，潁上人。崇禎十三年特用。懷仁知縣，兵後勸農，出粟食寒士。清起不赴。
2. ↑  乾隆《潁州府志·卷八·人物志》：高翼耀，潁上人，崇禎間歲貢，授懷仁令。勵志詩古文辭，編修縣志，著有《嫏嬛文集》十卷藏於家。
3. ↑  同治《潁上縣志·卷九·人物》：高翼耀，字斂之，天祐子，性孝友，博學善文，少值兄喪，讓產於諸子，隨所欲取。崇正庚辰以特用  《風物紀》曰王中齋先生《崇正遺錄》，十三年庚辰詔舉賢良方正，舉貢生員照甲科用，名庚辰特用 授懷仁縣。懷仁地當邊徼，民少任土者，翼耀督民耕以百畝自給，餘粟以食寒士，既歸鼎革起廢，為直指使，有司敦遣迄不赴，著有《瑯嬛集》。